# Gundula Kreuzer
Gundula Katharina Kreuzer (* 4. April 1975 in Hamburg) ist eine deutsche Musikwissenschaftlerin. Sie zählt zu den international führenden Forschern zu Giuseppe Verdi und Richard Wagner sowie zur historischen Rolle der Oper im 19. Jahrhundert.

## Leben und Werk
Kreuzer ist die Tochter des Rechtswissenschaftlers und Kriminologen Arthur Kreuzer. Sie studierte Musikwissenschaft, Philosophie und moderne Geschichte an der Universität Münster und an der Universität Oxford, wo sie 2004 in Musikwissenschaft promoviert wurde. Anschließend erhielt sie ein Junior Research Fellowship am Merton College in Oxford und übernahm 2005 eine Associate Professur an der Yale University. Daneben ist sie Mitarbeiterin der neuen Verdi-Gesamtausgabe des Center for Italian Opera Studies der University of Chicago.
In ihrem ersten Buch Verdi and the Germans (2010), einer Monographie zur Verdi-Rezeption in Deutschland, stellte sie die wechselhafte Rolle des italienischen Komponisten im deutschen Musikleben dar, insbesondere der Weimarer Republik. Sie untersuchte die Wirkung seiner Opern auf das deutsche Nationalgefühl und wie Verdi für die nationalsozialistische Ideologie vereinnahmt wurde. Dabei zeigte sie zum Beispiel, dass während des Nationalsozialismus nicht Richard Wagner der populärste Komponist war, sondern Giuseppe Verdi. Zu Wagnerian Technologies hat sie mehrfach veröffentlicht. Sie sieht die Bühnentechnologie der Wagner-Opern im 19. Jahrhundert als eine frühe Form von Multimedia. Neue technologische Entwicklungen der Industriellen Revolution, etwa die Dampferzeugung bei der Inszenierung der Operntetralogie Der Ring des Nibelungen, ermöglichten erst die Wagnersche Ästhetik der Transzendenz.
Für ihre Monographie Verdi and the Germans sowie auch für andere ihrer Arbeiten wurde sie – vor allem in den USA – mit mehreren Preisen ausgezeichnet.
2022 wurde sie zum auswärtigen Mitglied der Academia Europaea gewählt.

## Auszeichnungen (Auswahl)
- 2000: Paul A. Pisk Prize der American Musicological Society,[3]
- 2005 Jerome Roche Prize der Royal Musical Association[4]
- 2006: Alfred Einstein Award der American Musicological Society
- 2010: Samuel and Ronnie Heyman Prize for Outstanding Scholarly Publication der Yale University
- 2011: Lewis Lockwood Award der American Musicological Society[5]
- 2012: Gaddis Smith International Book Prize des MacMillan Center for International and Area Studies der Yale University
- 2013: Martin Chusid Award for Verdi Studies der New York University

## Schriften (Auswahl)
- Zurück zu Verdi: The ‘Verdi Renaissance’ and Musical Culture in the Weimar Republic. In: Studi verdiani, Band 13 (1998), S. 117–154
- Oper im Kirchengewande? Verdi’s Requiem and the Anxieties of the Young German Empire. In: Journal of the American Musicological Society, Jg. 58, Nr. 2 (Summer 2005), S. 399–449
- Deception on Stage: Don Carlos di Vargas and Franz Werfel’s Politics of Operatic Translation. In: Nikolaus Bacht (Hrsg.): Music, Theatre and Politics in Germany, 1850–1950. Ashgate, Aldershot 2006, S. 137–157
- Voices from Beyond: Don Carlos and Modern Regie. In: Cambridge Opera Journal, Jg. 18 (2006), S. 151–179
- Authentizität, Visualisierung, Bewahrung: Das reisende „Wagner-Theater“ und die Konservierbarkeit von Inszenierungen. In: Robert Sollich, Clemens Risi, Sebastian Reus, Stephan Jöris (Hrsg.): Angst vor der Zerstörung. Der Meister Künste zwischen Archiv und Erneuerung. Theater der Zeit, Berlin 2008, S. 139–160 (= Recherchen, Band 52)
- Verdi and the Germans: From Unification to the Third Reich. Cambridge University Press, Cambridge 2010, ISBN 978-0-521-51919-9
- Dahlhaus, Rossini und die Oper des 19. Jahrhunderts. In: Hermann Danuser, Tobias Plebuch (Hrsg.): Carl Dahlhaus und die Musikwissenschaft. Werk, Wirkung, Aktualität. Edition Argus, Schliengen 2011, S. 132–141
- Wagnerdampf: Steam in Der Ring des Nibelungen and Operatic Production. In: The Opera Quarterly, Jg. 27, Nr. 2/3 (Spring-Summer 2011), S. 179–218
- Heilige Trias, Stildualismus, Beethoven: Limits of Nineteenth-Century Germanic Music Historiography. In: Nicholas Mathew, Benjamin Walton (Hrsg.): The Age of Rossini and Beethoven. Cambridge University Press, Cambridge 2013, S. 66–95
- Venus als Wagner. In: Clemens Risi u. a. (Hrsg.): Tannhäuser – Werkstatt der Gefühle. Rombach, Freiburg 2014, S. 159–176

## Noteneditionen (Auswahl)
- The Works of Giuseppe Verdi, Series V: Instrumental Chamber Music, hrsg. von Gundula Kreuzer (Streichquartett e-Moll; Romance sans paroles; Albumblatt für Florimo; Walzer), Chicago: The University of Chicago Press und Mailand: Ricordi, 2010, ISBN 978-0-226-85301-7